# Morrow Designs Micro Decision
Morrow Designs Micro Decision (Micro Decision) је професионални рачунар фирме Morrow Designs који је почео да се производи у Сједињеним Америчким Државама током 1982. године.
Користио је Z80-A микропроцесорску јединицу а RAM меморија рачунара је имала капацитет од 64 KB. 
Као оперативни систем кориштен је CP/M.

## Детаљни подаци
Детаљнији подаци о рачунару Micro Decision су дати у табели испод.
|                       |                                    |
| [ 1 ]                 |                                    |
| Произвођач            |                                    |
| Тип                   | професионални рачунар              |
| Меморија              | 64 KB                              |
| Поријекло             | Сједињене Америчке Државе          |
| Година                | 1982                               |
| Тастатура             | тастатура са пуним помаком тастера |
| Процесор              |                                    |
| Фреквенција процесора | 4                                  |
| RAM                   | 64 KB                              |
| ROM                   | непознато                          |
| Текст                 | 80 знакова. x 25 линија            |
| Графика               | нема                               |
| Боја                  | једна боја                         |
| Звук                  | мали звучник                       |
| Димензије             | непознато                          |
| Портови               |                                    |
| Оперативни систем     |                                    |